# Hafez
Shams al-din Hafiz eller Hafez (egentlig Khwāje Šamsod-dīn Mohammad Hāfez-e Šīrāzī, خواجه شمس‌الدین محمد حافظ شیرازی)  født 1320 i Shiraz i det nuværende Iran, død 1390 i Shiraz) var en persisk digter og mystiker. 
Hafez var den mest berømte lyriske digter i det gamle perserrige og regnes som en persisk/iransk nationalpoet. Hans digte er fortsat i levende brug. Særligt i Iran og Afghanistan er han fortsat meget populær, og hans digte er en vigtig del af folketraditionen. Digtene er skrevet i formen ghazal, med dobbeltvers og monorim. Hans forfatterskab omfatter mellem 500 og 600 digte, selv om mere end 709 digte tilskrives ham. Standardudgaven Divân-e Hâfez indeholder omkring 500 digte. Han anses for at have et tvetydigt forhold til religion og religiøs autoritet, selv om mange af hans læsere mener, at digtene er skrevet med guddommelig autoritet. 
Allerede i sin levetid blev Hafez berømt fra Balkan til Indien. Derudover ved man dog meget lidt om hans liv.
Goethe var begejstret for Hafez' digte og betegnede ham som en af verdenslitteraturens ypperste.

## Oversættelse til dansk
I 2022 udkom den første oversættelse af Hafez' værker fra originalsproget på dansk, idet Forlaget Bangsbohave udsendte "Hafez: Fra vinhus til paradis". Bogen indeholdt et udvalg af Hafez' digte, oversat til dansk af Hamid Tadayoni og Shekufe Tadayoni Heiberg og derpå gendigtet af Morten Søndergaard. Bogen blev anmeldt i Politiken af Bjørn Bredal, der gav den seks ud af seks hjerter.